# オサラン属
オサラン属 （学名：Eria） は、ラン科の分類群の一つ。着生植物で、偽球茎を連続して並べる。栽培されることもあるが、それほど重視されない。洋ランとしても扱われ、そちらでは学名カナ読みのエリアで通用する。

## 特徴
セッコク属やマメヅタラン属に似た着生のラン科植物。偽球茎の基部から出る根で基物に張り付くように育つ。ごく一部に地生の種がある。
偽球茎は１-数節を持ち、円柱状などで硬い。新しい茎は古いものの基部から横に出るが、その間に匍匐茎を作らない。葉は偽球茎の先端に２－数枚をつける。やや硬い革質のものもあるが、大きく広がる膜質の葉を持つものもある。また、葉や花茎、花の外面に綿毛を生じる種がある。
花は偽球茎の先端、または基部から出る花茎の先に総状、または単生する。余り大きいものにはならない。萼片は三枚がほぼ同型、背萼片は時に側萼片と合着、側萼片は基部で互いに融合して唇弁の基部で距か袋のような形を作る。唇弁は三裂し、中央の裂辺がやや広がる、ずい柱は縁に時に翼を持ち、基部は脚になる。葯は不完全ながら四室で花粉塊は8個、小柄がある。
和名は該当の種の偽鱗茎が並ぶ様子を機織り機の筬に見立てたもの。学名はギリシャ語の erionn （羊毛）に由来し、これは葉や茎などの毛の多い種があることにちなむ。なお、日本産のものはいずれもマメヅタラン属やセッコク属と紛らわしい姿だが、葉が膜質で大きい種は、かなり異なった姿になる。

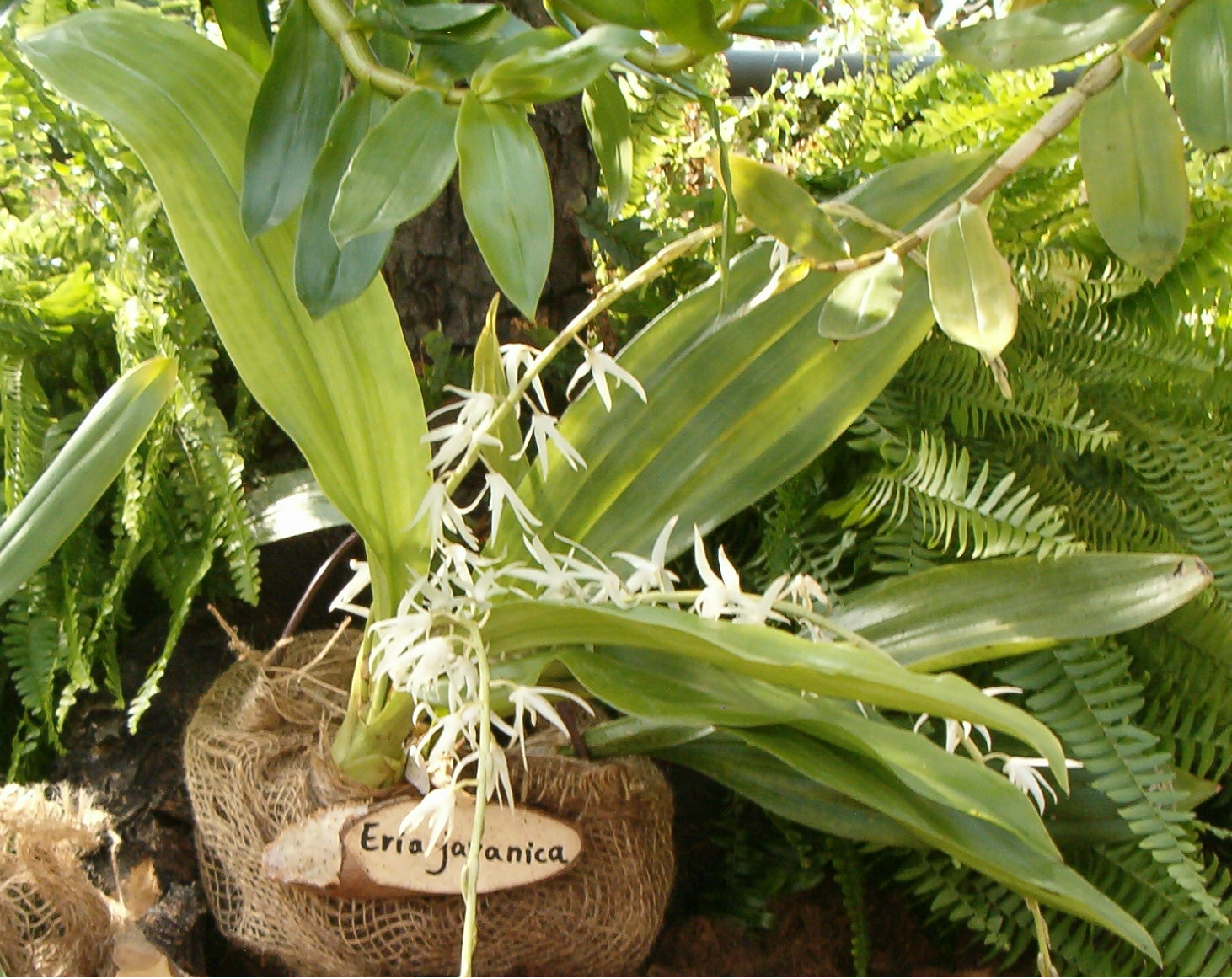
Eria javanica(栽培品)
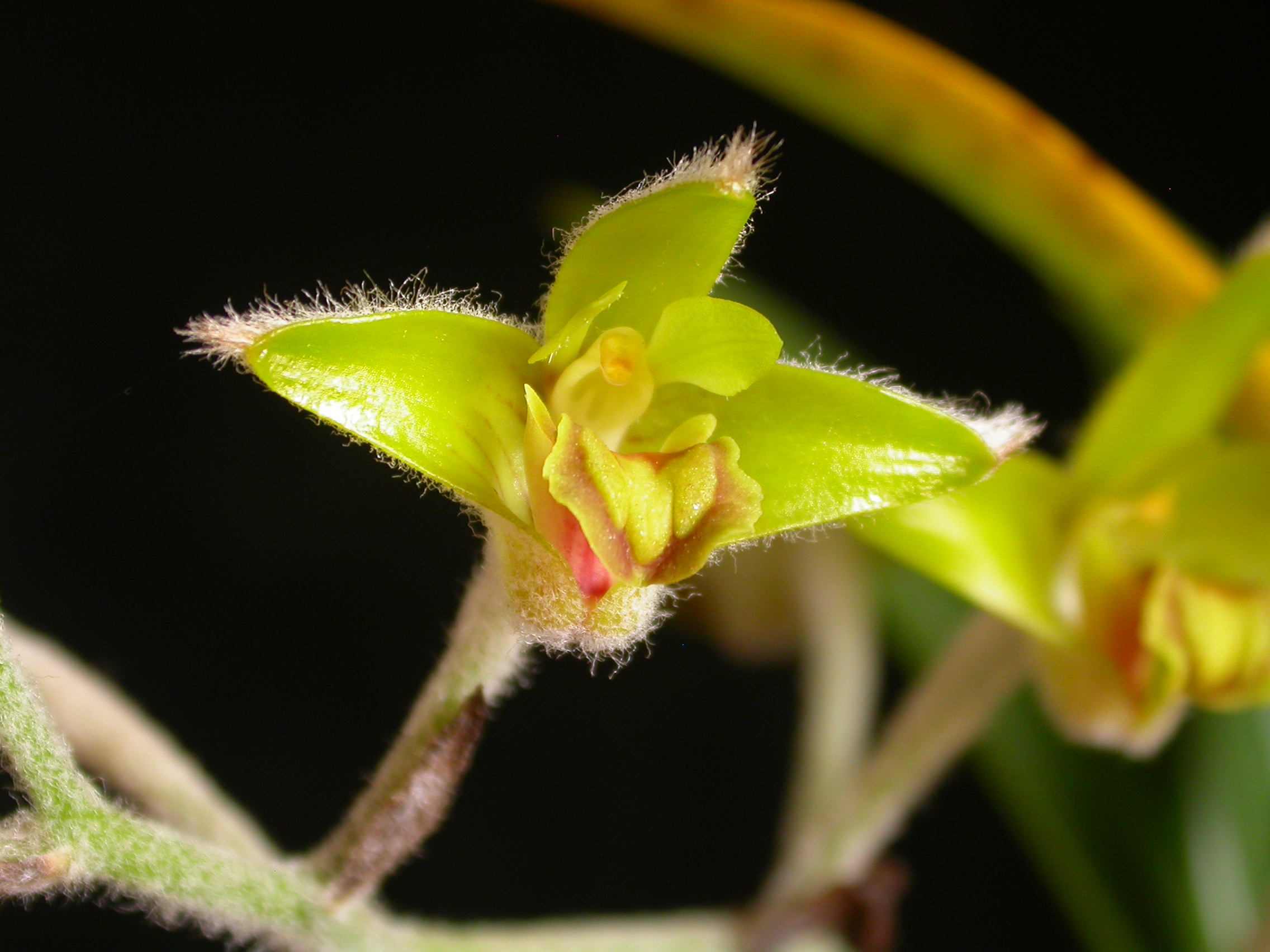
Eria lasiopetala・綿毛を持つ例

## 分布
東アジアからマレーシア、インド、ポリネシアからオーストラリアにまで分布する。

## 分類
セッコク属やマメヅタラン属とはよく似ているが、マメヅタラン属とは偽球茎の間に匍匐茎がない点で異なる。セッコク属とは花の構造でも似ているが、葯や花粉塊の構造がはっきりと異なっている。
世界で500種ほどが知られるが、日本では以下の3種と1変種が知られる。オサランはムギランに似た小型種で、リュウキュウセッコクは草丈30cmほどの大型種。ちなみにオキナワセッコク（Dendrobium okinawense）はセッコク属の別種である。
- Eria オサラン属
  - E. reptans オサラン(雀髀斛[6])：本州南岸以南～琉球列島
  - E. corneri オオオサラン：屋久島以南の琉球列島、中国、インドシナ
  - E. ovata リュウキュウセッコク：八重山諸島、台湾、フィリピン
    - var. retroflexa フシナシオサラン：同上

## 利用
日本産のものは山野草として栽培されることがある。ただしそのための採集圧がひどく、各地で非常に減少しており、普通に手の届くところに見られることはまずない。環境省のレッドデータではオサランが絶滅危惧II類、オオオサランとリュウキュウセッコクが絶滅危惧IBに指定されている。
国外のものについては洋ランとして栽培されるものがある。形態的には変異も多いが、評価は高くない。花色が黄緑色から白系の地味なものが多いことと、花の寿命が短いのが観賞の上での難点である。エリア・ヒアキントイデスやエリア・コロリアナが比較的よく知られる。